# Roman Šiškin
Roman Alexandrovič Šiškin (rusky: Роман Александрович Шишкин; * 27. ledna 1987) je bývalý ruský fotbalový obránce.

## Kariéra
Šiškin hraje na pozici krajního obránce nebo na pozici defenzivního záložníka.

## Život
Roman Šiškin se narodil ve Voroněži. Je synem řidiče Alexandra Šiškina.

## Reprezentační kariéra
Šiškin byl pozván Guusem Hiddinkem k účasti na tréninku národního týmu. Jeho debut v národním týmu se konal 24. března 2007, když odehrál celý zápas při vítězství Ruska 2:0 nad Estonskem.
Po několikaleté absenci v kádru se Šiškin po dobrých výkonech v dresu Lokomotivu Moskva prosadil zpět do hry a podílel se na úspěšném ruském kvalifikačním tažení na Euro 2012. Byl jmenován do předběžného týmu Dicka Advocaata pro samotný turnaj, ale musel odstoupit kvůli žaludečním potížím.
Šiškin se v národním týmu znovu objevil až koncem roku 2015, kdy se objevil v přátelských zápasech proti Portugalsku a Chorvatsku. Poté byl zařazen Leonidem Sluckim do ruského týmu pro Euro 2016.

## Kariérní statistiky

### Klubové
Platí k 13. květnu 2018
| Klub                     | Sezóna            | Liga               | Liga   | Liga | Pohár  | Pohár | Kontinentální | Kontinentální | Ostatní | Ostatní | Celkově | Celkově |
| Klub                     | Sezóna            | Divize             | Zápasy | Góly | Zápasy | Góly  | Zápasy        | Góly          | Zápasy  | Góly    | Zápasy  | Góly    |
| ------------------------ | ----------------- | ------------------ | ------ | ---- | ------ | ----- | ------------- | ------------- | ------- | ------- | ------- | ------- |
| FK Spartak Moskva        | 2003              | Ruská Premier Liga | 0      | 0    | 0      | 0     | 0             | 0             | –       | –       | 0       | 0       |
| FK Spartak Moskva        | 2004              | Ruská Premier Liga | 1      | 0    | 1      | 0     | 5             | 0             | –       | –       | 7       | 0       |
| FK Spartak Moskva        | 2005              | Ruská Premier Liga | 0      | 0    | 1      | 0     | –             | –             | –       | –       | 1       | 0       |
| FK Spartak Moskva        | 2006              | Ruská Premier Liga | 14     | 1    | 1      | 0     | 8             | 0             | –       | –       | 23      | 1       |
| FK Spartak Moskva        | 2007              | Ruská Premier Liga | 26     | 0    | 7      | 0     | 6             | 0             | 1       | 0       | 40      | 0       |
| FK Spartak Moskva        | 2008              | Ruská Premier Liga | 13     | 0    | 1      | 0     | 6             | 0             | –       | –       | 20      | 0       |
| PFK Křídla Sovětů Samara | 2009              | Ruská Premier Liga | 25     | 0    | 1      | 0     | 2             | 0             | –       | –       | 28      | 0       |
| FK Spartak Moskva        | 2010              | Ruská Premier Liga | 0      | 0    | 0      | 0     | –             | –             | –       | –       | 0       | 0       |
| FK Spartak Moskva        | Celkově           | Celkově            | 54     | 1    | 11     | 0     | 25            | 0             | 1       | 0       | 91      | 1       |
| FK Lokomotiv Moskva      | 2010              | Ruská Premier Liga | 15     | 0    | 0      | 0     | 2             | 0             | –       | –       | 17      | 0       |
| FK Lokomotiv Moskva      | 2011/12           | Ruská Premier Liga | 41     | 3    | 3      | 0     | 9             | 0             | –       | –       | 53      | 3       |
| FK Lokomotiv Moskva      | 2012/13           | Ruská Premier Liga | 20     | 0    | 1      | 0     | –             | –             | –       | –       | 21      | 0       |
| FK Lokomotiv Moskva      | 2013/14           | Ruská Premier Liga | 24     | 2    | 1      | 0     | –             | –             | –       | –       | 25      | 2       |
| FK Lokomotiv Moskva      | 2014/15           | Ruská Premier Liga | 23     | 0    | 4      | 0     | 2             | 0             | –       | –       | 29      | 0       |
| FK Lokomotiv Moskva      | 2015/16           | Ruská Premier Liga | 19     | 0    | 1      | 0     | 5             | 0             | 1       | 0       | 26      | 0       |
| FK Lokomotiv Moskva      | 2016/17           | Ruská Premier Liga | 11     | 0    | 1      | 0     | –             | –             | –       | –       | 12      | 0       |
| FK Lokomotiv Moskva      | Celkově           | Celkově            | 153    | 5    | 11     | 0     | 18            | 0             | 1       | 0       | 183     | 5       |
| FK Krasnodar             | 2016/17           | Ruská Premier Liga | 6      | 0    | 1      | 0     | 0             | 0             | –       | –       | 7       | 0       |
| FK Krasnodar             | 2017/18           | Ruská Premier Liga | 20     | 0    | 0      | 0     | 2             | 0             | –       | –       | 22      | 0       |
| FK Krasnodar             | Celkově           | Celkově            | 26     | 0    | 1      | 0     | 2             | 0             | 0       | 0       | 29      | 0       |
| Celkově v kariéře        | Celkově v kariéře | Celkově v kariéře  | 258    | 6    | 24     | 0     | 47            | 0             | 2       | 0       | 331     | 6       |

### Reprezentační
| Ruská fotbalová reprezentace | Ruská fotbalová reprezentace | Ruská fotbalová reprezentace |
| Rok                          | Zápasy                       | Góly                         |
| ---------------------------- | ---------------------------- | ---------------------------- |
| 2007                         | 1                            | 0                            |
| 2008                         | 0                            | 0                            |
| 2009                         | 0                            | 0                            |
| 2010                         | 1                            | 0                            |
| 2011                         | 6                            | 0                            |
| 2015                         | 2                            | 0                            |
| 2016                         | 2                            | 0                            |
| Celkově                      | 12                           | 0                            |

## Úspěchy

### Individuální
- Nejlepší mladý hráč Ruské Premier Ligy (1): 2006
- Seznam 33 nejlepších fotbalistů ruské ligy (3): #3 (2006), #3 (2011/12), #2 (2013/14)

### Klubové

#### Lokomotiv Moskva
- Ruský pohár: 2014/15